# 查氏鯔
查氏鯔為輻鰭魚綱鯔形目鯔科的其中一種，分布於中東太平洋的夏威夷群島海域，棲息在沿海海域。

## 擴展閱讀
維基物種上的相關：查氏鯔